# Wola Dębowiecka
Wola Dębowiecka – wieś w Polsce położona w województwie podkarpackim, w powiecie jasielskim, w gminie Dębowiec.
Wierni Kościoła rzymskokatolickiego należą do parafii Świętego Jana Chrzciciela w Załężu.
W latach 1975–1998 miejscowość administracyjnie należała do województwa krośnieńskiego.

## Historia
Wzmiankowana była w źródłach na początku XVI w., choć zapewne jest starsza. Świadczy o tym nazwa, która oznacza 'zwolnienie na jakiś czas osadników zakładających nową wieś od pewnych ciężarów’. Była to posiadłość królewska, a pozostawała w dzierżawach u różnych rodów magnackich.
Mieszkańcy Woli mieli odrabiać pewne roboty na rzecz miasteczka Dębowca. A kiedy Dębowczanie przymuszali ich do pracy większej niż trzeba było, mieszkańcy Woli użalali się przed królem Henrykiem, a ten wydał mandat królewski w Krakowie 22 maja 1574 r., w którym nakazuje: „mieszczanie Dębowieccy przeciwko poddanym królewskim Woli wedle praw, przywilejów i zwyczajów tak się zachowywali, jako prawo i sprawiedliwość potrzebuje i onych do takowych krzywd więcej nie przyciskali”. Jeśli Dębowczanie mieliby jakieś skargi lub zażalenia przeciwko temu rozkazowi królewskiemu, wtedy król daje termin stawienia się w Krakowie, lub innym miejscu przebywania króla w celu wysłuchania tychże skarg.
W 1581 r. było we wsi osiem łanów, zagrodnicy i komornicy i jeden rzemieślnik.
W 1589 r. żołnierze zaciężni z roty Mikołaja Zebrzydowskiego, zabrali z Woli cztery woły i czterdzieści korcy owsa, a mimo tego kazali sobie składać kilkanaście korcy żyta, pszenicy, jęczmienia, grochu, krup, gęsi i kur.
Stąd też pochodził żołnierz piechoty wybranieckiej Franciszek Wielgosz, zasłużony w walkach pod Pskowem, gdzie poległ. Następnym żołnierzem był jego brat Matys, który w nagrodę za wiarę i czujność w sprawach rycerskich otrzymał przywilej na wybraniectwo. Po nim przywilej otrzymał Wojciech Wielgosz.

## Dworek
Pozostały z całego zespołu zabudowań dworskich budynek mieszkalny usytuowany jest na płaskim terenie, pośród wysokich drzew, które stanowią również obecną wschodnią granicę działki. Do dworu prowadzi wąska, częściowo wysadzana drzewami aleja przechodząca w podjazd, którego pozostałości są jeszcze czytelne. Dwór jest parterowym, drewnianym, podmurowanym, budynkiem, nakrytym wysokim czterospadowym dachem. Do dworku prowadzą obecnie trzy wejścia: główne oraz dwa boczne. Trakt ogrodowy mieści pokoje mieszkalne i kuchnię, dalej pokój z niewielkim kominkiem, jadalnia i salonik. Drewniany dwór w Woli jako obiekt architektoniczny nie reprezentuje specjalnie cennych czy też oryginalnych wartości. Jednak wraz ze swoją historią, dziejami kolejnych właścicieli i pozostawionymi przez nich śladami stanowi ważny składnik świadomości historycznej i kulturowej mieszkańców wsi. W szerszym kontekście zyskuje on tym więcej, iż jest jednym z nielicznych, zachowanych tak dobrze drewnianych dworków. Kiedyś licznie rozsiane na tych terenach siedziby drobnoszlacheckie, dzisiaj prawie nieistniejące i zapomniane, z pewnością są elementem krajobrazu i kultury, który szczególnie zasługuje na przypomnienie i opiekę.
Kolejni właściciele:
- Kasztelan Iwowski Antoni Morski,
- sędzia ziemski Maksymilian Zborowski,
- Seweryn Stawiarski,
- Walerian Stawiarski,
- Edward i Anastazja Filipowiczowie z Makowisk,
- Marian Filipowicz do 1972 r.,
- Maria Gniady od 1972 r. do 2000 r.,
- Krzysztof Gniady – obecnie.